# Timopoietina
La timopoietina è una proteina coinvolta nell'induzione della maturazione dei timociti a livello del timo (anatomia). Il gene della timpopoietina (TMPO) codifica per tre proteine ottenute tramite splicing alternativo degli mRNA, del peso di 75kDa (alfa), 51kDa (beta) e 39kDa (gamma). Queste sono espresse ubiquitariamente in tutte le cellule. Negli umani, TMPO è localizzato nella banda cromosomica 12q22 e consiste di otto esoni. TMPO alfa è diffuso a livello nucleare, mentre TMPO beta e TMPO gamma sono localizzati sulla membrana nucleare. TMPO beta è l'analogo umano della proteina murina LAP2. LAP2 gioca un ruolo nella regolazione dell'architettura nucleare, legando la lamina B1 ed i cromosomi. Questa interazione è regolata da fosforilazione durante la mitosi.

## Interazioni
Sono state dimostrate interazioni della timopoietina con LMNB1, AKAP8L, LMNA, BANF1.